# Wielka Synagoga w Kraśniku
Wielka Synagoga w Kraśniku – znajduje się w Kraśniku w województwie lubelskim przy ulicy Bożniczej, zaraz obok Małej Synagogi.

## Historia
Synagoga, dziś zwana Wielką, powstała pomiędzy 1637 a 1654 r., na miejscu starej, drewnianej synagogi. W XVIII i XIX w. budynek został przebudowany – od strony północnej dobudowano dwukondygnacyjny babiniec, od zachodniej parterowy przedsionek z babińcem.
W okresie II wojny światowej synagoga została zdewastowana przez okupantów, a po wyzwoleniu w 1945 r. budynek odremontowano i przeznaczono pod warsztaty spółdzielni rzemieślniczej. W latach 1980–1989 budynek stał pozbawiony właściciela i niszczał. Od 1989 r. w remoncie, który ograniczył się głównie do wymiany dachu. Od 2005 r. obiekt jest udostępniony do zwiedzania, a cały dochód z biletów przeznaczony jest na remont.
Po porozumieniu z 2007 r. pomiędzy Fundacją Ochrony Dziedzictwa Żydowskiego, która jest właścicielką synagogi a burmistrzem Kraśnika Piotrem Czubińskim, w synagodze w przyszłości ma się znajdować ośrodek spotkań trzech kultur – polskiej, żydowskiej i ukraińskiej.
15 grudnia 2007 r. Fundacja Ochrony Dziedzictwa Żydowskiego jako właściciel zakończyła prace nad przygotowaniem pierwszej części dokumentacji technicznej zespołu synagogalnego, zrealizowane dzięki wsparciu Ministerstwa Kultury i Dziedzictwa Narodowego w ramach projektu „Nasze wielokulturowe centrum Kraśnik – przygotowanie dokumentacji umożliwiającej rewitalizację kompleksu synagogalnego w Kraśniku na cele kultury”. Ostatecznie pierwszy etap rewitalizacji zostanie sfinansowany ze środków Mechanizmu Finansowego Europejskiego Obszaru Gospodarczego oraz Norweskiego Mechanizmu Finansowego. Prace zabezpieczające przed dalszą degradacją rozpoczęły się w lipcu 2010 r., a termin zakończenia I etapu rewitalizacji przewidziano na kwiecień 2011 r.. 

## Opis
Murowany budynek synagogi wzniesiono na planie kwadratu o boku długości 20 metrów, w stylu barokowym, przykryta łamanym dachem. Wewnątrz nad główną salą modlitewną znajduje się pozorne drewniane sklepienie kolebkowe. Na ścianach zachowały się polichromie z przełomu XIX i XX w. – na ścianie zachodniej m.in. wizerunki lewiatana i woła, na wschodniej zaś wnęka po aron ha-kodesz.